# Folketingsvalget 1950
Folketingsvalget den 5. september 1950.
Som følge af ny valglov øgedes Folketinget med 1 mandat fra 148 til 149. Færøerne havde to mandater i Folketinget. Grønland fik først mandater - to styk - fra valget i september 1953.
| Liste | Partier                      | Partiformand     | Stemmer                                  | Pct. af stemmetal                        | Mandater                                 | +/-                                      |                                          |
| ----- | ---------------------------- | ---------------- | ---------------------------------------- | ---------------------------------------- | ---------------------------------------- | ---------------------------------------- | ---------------------------------------- |
| A     | Socialdemokratiet            | Hans Hedtoft     | 813.224                                  | 39,6%                                    | 59                                       | +2                                       |                                          |
| D     | Venstre                      | Erik Eriksen     | 438.188                                  | 21,3%                                    | 32                                       | -17                                      |                                          |
| C     | Det Konservative Folkeparti  | Ole Bjørn Kraft  | 365.236                                  | 17,8%                                    | 27                                       | +10                                      |                                          |
| E     | Danmarks Retsforbund         | Oluf Pedersen    | 168.784                                  | 8,2%                                     | 12                                       | +6                                       |                                          |
| B     | Det Radikale Venstre         | Jørgen Jørgensen | 167.969                                  | 8,2%                                     | 12                                       | +2                                       |                                          |
| K     | Danmarks Kommunistiske Parti | Aksel Larsen     | 94.523                                   | 4,6%                                     | 7                                        | -2                                       |                                          |
|       | Udenfor Partierne            |                  | 6.406                                    | 0,3%                                     | 0                                        | -                                        |                                          |
|       | Valgdeltagelse               | Valgdeltagelse   | 81,9%                                    | 81,9%                                    | 81,9%                                    | 81,9%                                    | 81,9%                                    |
|       | Kilde                        | Kilde            | Hvem Hvad Hvor 1951 Danmarkshistorien.dk | Hvem Hvad Hvor 1951 Danmarkshistorien.dk | Hvem Hvad Hvor 1951 Danmarkshistorien.dk | Hvem Hvad Hvor 1951 Danmarkshistorien.dk | Hvem Hvad Hvor 1951 Danmarkshistorien.dk |

(+/-) – Forskellen af antal pladser i Folketinget i forhold til fordelingen ved forrige valg.